# カール・アルブレヒト
カール・アルブレヒト（Karl Albrecht、本名：Karl Hans Albrecht、1920年2月20日 - 2014年7月16日）は、ドイツの実業家。チェーン型ディスカウント・スーパーマーケット大手アルディ（Aldi）の創業者。
ドイツ一の富豪であるとされ、雑誌『フォーブス』の2006年度世界長者番付において、世界で13番目の長者に選ばれている。
総資産259億ドル（約2兆6000億円）
ドイツ中西部のエッセン生まれ。妻と2人の子供がいる。テオ・アルブレヒトは弟。第二次世界大戦中ドイツ国防軍の兵士として従軍した経験を持つ。
1971年に起こった弟の誘拐事件以降、露出を避け、私生活はあまり知られていない。趣味はゴルフで、引退後は1976年に自ら造ったプライベートゴルフ場でゴルフを楽しみ、蘭を育てる日々を送っているらしい。アンティークのタイプライターのコレクターでもある。
2014年死去。94歳。